# رسوایی بوندسلیگا (۱۹۷۱)
رسوایی بوندسلیگا در سال ۱۹۷۱ (به آلمانی: der Bundesliga-Skandal) نام مجموعه تبانیهای غیرقانونی صورت گرفته در لیگ آلمان در فصل ۷۱–۱۹۷۰ می‌باشد.

## تاریخچه
نتایج تبانی برخی تیم‌های بوندسلیگا هنگامی اعلام شد که هورست-گرگوریو کانلاس، رئیس باشگاه کیکرز آفن‌باخ، مدرک صوتی را به فدراسیون فوتبال آلمان و چندین خبرنگار ارائه کرد. مدرک بیانگر این بود که چندین بازیکن به‌همراه برخی از مسئولان تیم‌های بوندسلیگایی از جمله برند پازتکه و منفرد ماگلیتز حاضر به دریافت مبلغی به عنوان رشوه شده‌اند تا کمک کنند آفن‌باخ از دستهٔ دوم لیگ آلمان به دستهٔ اول که همان بوندسلیگا بود صعود نکند.
هانس کیندرمان، مسئول پیگیری فدراسیون فوتبال آلمان در آن دوره به این نتیجه رسید که در تاریخ ۱۷ آوریل ۱۹۷۱ و در بازی شالکه و آرمینیا بیله‌فلد که ۰–۱ به سود بیله‌فلد به پایان رسید، بازیکنان شالکه قبول کرده بودند در ازای رشوه بازی را واگذار کنند. پس از بیرون آمدن خبر و تأیید آن توسط مقامات آلمانی، تمامی بازیکنان باشگاه شالکه ۰۴ برای مدتی طولانی از بازی کردن در مسابقات رسمی از سوی فدراسیون فوتبال آلمان منع شدند؛ در حالی که چندین بازیکن حتی تا آخر عمرشان از مسابقه دادن محروم شدند.
بسیاری از بازیکنان محروم‌شده از بازی کردن بی‌گناهی خود را اعلام کردند تا جایی که قسم خوردند که هیچ عمل خلافی مرتکب نشده‌اند؛ سوگندی که بعدها به صورت رسمی اعلام شد که دروغ است. به دنبال این گواهی دروغ، دشمنان شالکه ۰۴ از جمله حریفان آن‌ها از منطقهٔ رور، هنوز از آن‌ها به عنوان اف‌سی ماینید (به آلمانی: FC Meineid) بمعنای «باشگاه فوتبال سوگندشکن‌ها» یاد می‌کنند.
پنجاه و دو بازیکن، دو مربی و شش باشگاه در طول این رویداد محروم شدند. همچنین، مجوز تیم‌های بیله‌فلد و آفن‌باخ برای حضور در بوندسلیگا باطل و فسخ شد. اگرچه آفن‌باخ در هر صورت نمی‌توانست در بوندسلیگا شرکت کند ولی بیله‌فلد که فصل قبل نیز در بوندسلیگا حضور داشت به لیگ دسته دوم سقوط کرد.

## مسابقات دستکاری‌شده
- ۱۷ آوریل ۱۹۷۱: شالکه ۰–۱ آرمینیا بیله‌فلد
- ۵ مه ۱۹۷۱: کلن ۳–۲ اسن
- ۸ مه ۱۹۷۱: آفن‌باخ ۳–۲ اوبرهاوزن
- ۲۲ مه ۱۹۷۱: کلن ۲–۴ اوبرهاوزن؛ دویسبورگ ۴–۱ بیله‌فلد
- ۲۹ مه ۱۹۷۱: بیله‌فلد ۱–۰ اشتوتگارت؛ آفن‌باخ ۰–۲ آینتراخت فرانکفورت
- ۵ ژوئن ۱۹۷۱: برانشوآیگ ۱–۱ اوبرهاوزن*؛ هرتابرلین ۰–۱ بیله‌فلد؛ کلن ۴–۲ آفن‌باخ

*مسابقهٔ بین برانشوآیگ و اوبرهاوزن به هیچ طریقی دستکاری‌نشد و تغییر نیافت. تنها دلیل حضور آن در بین مسابقات دستکاری‌شده این بود که به بازیکنان برانشوآیگ وعده داده شده بود که برای بردن یا مساوی کردن در این بازی دستمزدی اضافی دریافت خواهد کرد. اتفاقی که پس از تساوی با اوبرهاوزن شکل گرفت ولی بعداً اعلام شد از آنجایی که مبلغ دریافت شده از سوی شخص ثالث بوده، مسابقه غیرقانونی است.

## افراد محروم‌شده

### بازیکنان
- آینتراخت برانشوآیگ: لوتار اولساس، هورست وولتر، وولفگنگ گریزب، پیتر کاک، فرانتس مرکهوفر، بردن گرسدورف، کلاوس جرواین، راینر اسکروتسکی، ابرهارد هان، جارو دپه، دیتمار ارلر، فرایدهلم هابرمن، یواخیم باس، مایکل پولیوکا و بورخارد اولر
- هرتابرلین: تاسو وایلد، برند پاتزکه، یورگن رومر، لازلو گرگلی، وولکمار گروس، پیتر اندرز، وولفگنگ گایر، آرنو اشتفانهاگن، کارل-هاینز فرشل، هانس-یورگن اسپرلیش، فرانتس برونگس، یورگن وبر، مایکل کلنر، اووه ویت و زولتان وارگا
- شالکه ۰۴: کلاس فیچل، هانس-یورگن ویتکمپ، رولف راسمن، هربرت لوکبومرت، منفرد پل‌اشمیت، هانس پیرکنر، یورگن سوبیه‌رای، کلاوس فیچر، راینهارد لیبودا، دایتر بوردنسکی، کلاس سنگر، یورگن گالبیرز و هاینز ون هارن
- اشتوتگارت: هانس آرنولد، هارتموت ویب و هانس آیزل
- آرمینیا بیله‌فلد: والدمار سلومیانی و یورگن نومن
- دویسبورگ: وولکر دنر و گرهارد کنتشکه

### مربیان
- اوبرهاوزن: اگان پیکاچک و گانتر براکر.

### روسای باشگاه‌ها
- آفن‌باخ: هورست-گرگوریو کانلاس، فردریش مان، فرتز کوچ و والدمار کلاین
- اوبرهاوزن: پیتر مابن
- هرتابرلین: وولفگنگ هولست

## مقالات مربوط
- رسوایی بوندسلیگا (۱۹۶۵)
- رسوایی بوندسلیگا (۲۰۰۵)